# Jingu
Imperatriz Jingū (神功天皇, Jingū -tennō), também conhecido como Imperatriz-consorte Jingū (神功皇后, Jingū-kōgō) foi uma imperatriz do Japão.

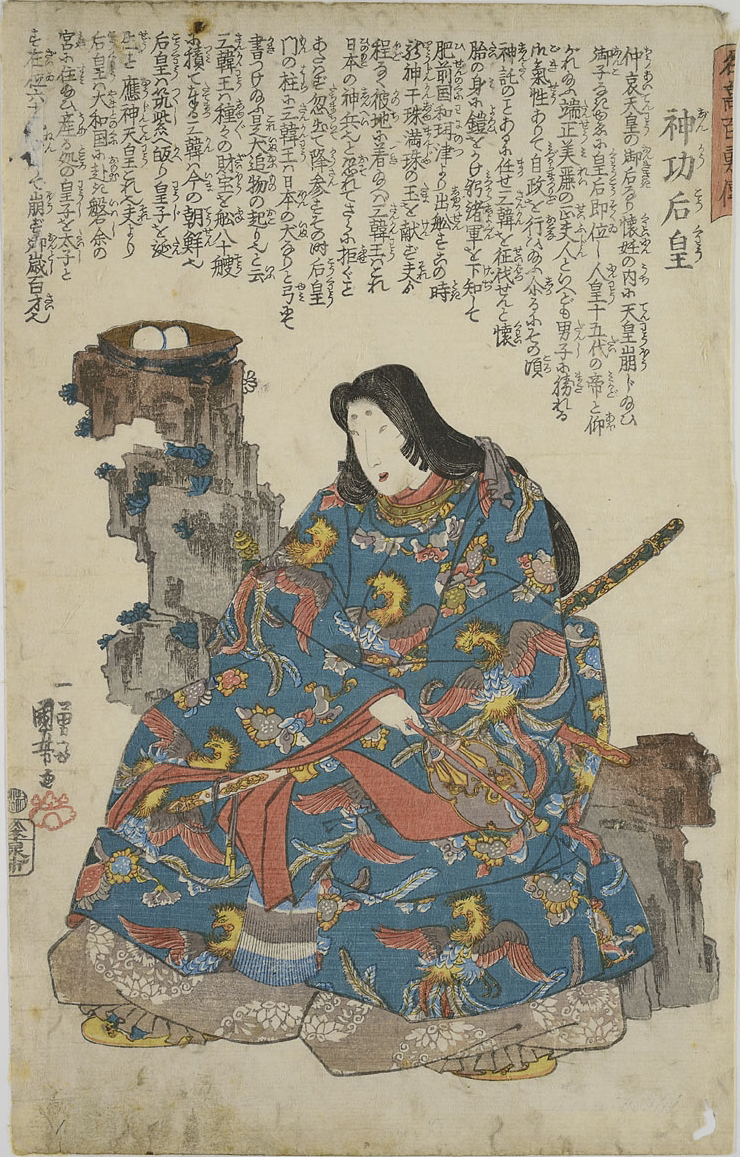
Imperatriz Jingū

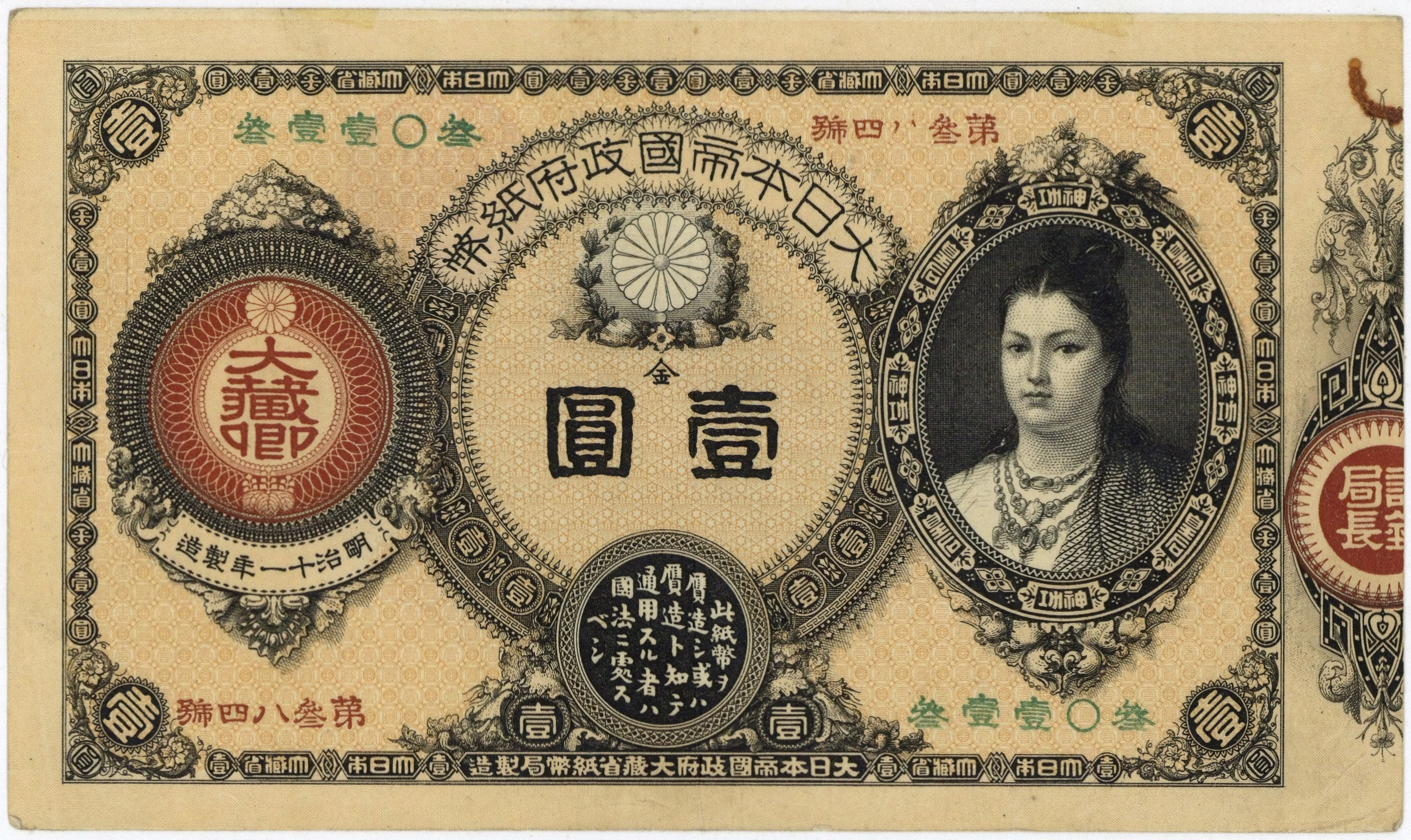
Uma nota de 1 yen Representando a Imperatriz Jingū, 1881

Ela é a mãe do Imperador Ōjin. Ela foi regente durante a sua juventude, tendo sido a última governante de facto do período Yayoi.
No período Meiji, ela foi excluída da lista tradicional de sucessão. Em 1881, a Imperatriz Jingū tornou-se a primeira mulher a ser representada em uma nota da moeda japonesa.

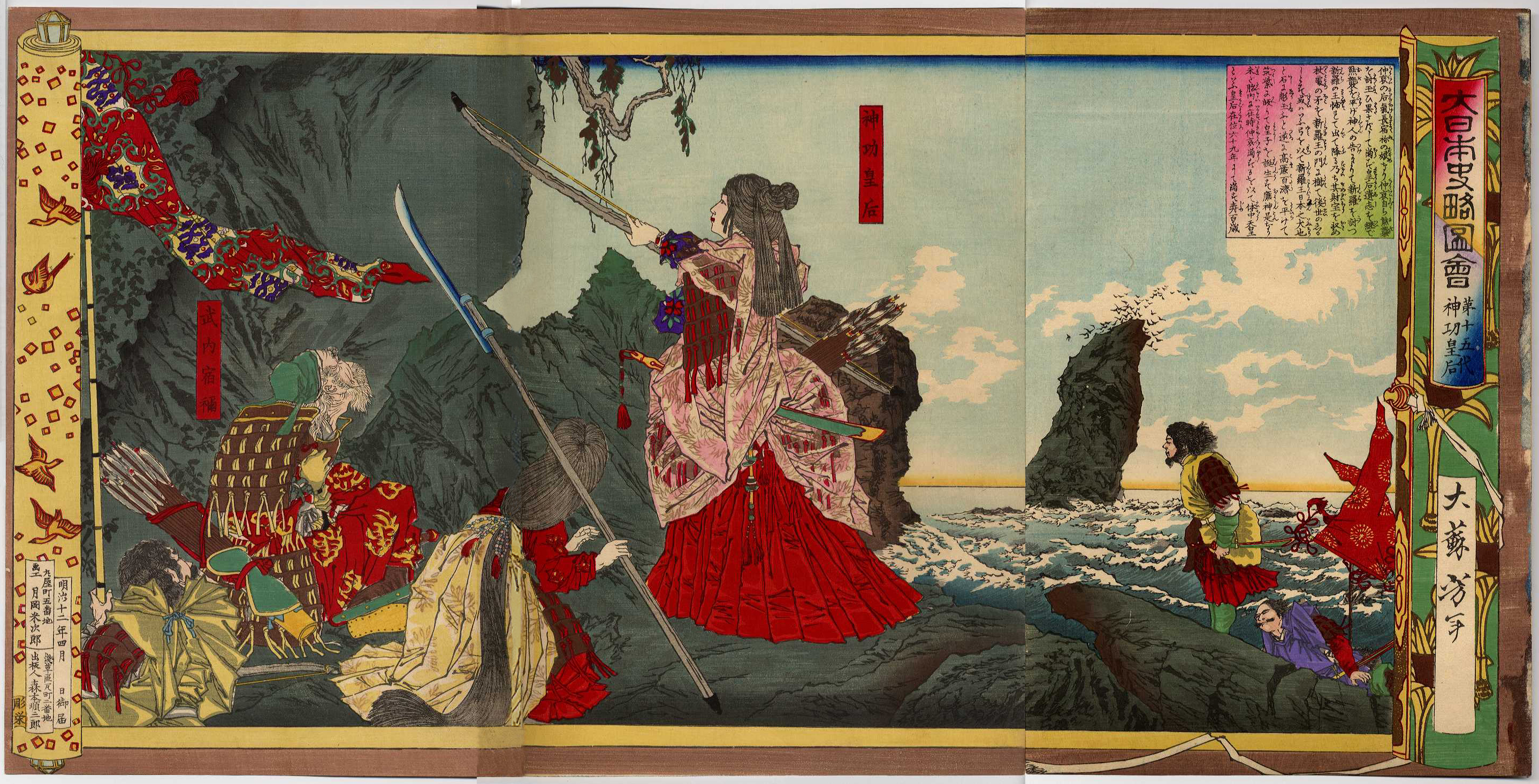
Imperatriz Jingū, impressão xilográfica por Tsukioka Yoshitoshi (1880)